# Stadion Het Diekman
Stadion Het Diekman was tussen 1956 en 1998 een Nederlands multifunctioneel sportstadion aan de J.J. van Deinselaan in de wijk Varvik-Diekman in Enschede. Het was de thuisbasis van de voetbalclubs Sportclub Enschede en FC Twente. Ook vond de finish van de Marathon van Enschede in het stadion plaats. Het stadion was het hoofdterrein van Sportpark Het Diekman.

## Historie
Op 12 november 1953 werd op Erve Dieckman een start gemaakt met de bouw van het 23 hectare metende Sportpark Het Diekman. Het complex bracht een totaal aan kosten met zich mee van ongeveer drie miljoen gulden (1,4 miljoen euro). De bouw werd geïnitieerd door de gemeente, waar wethouder sportzaken Jan Horstman zich sterk maakte voor verbetering van de sportfaciliteiten in Enschede. Naast het stadion moest het sportpark gaan bestaan uit een zwembad en diverse sportvelden. Het stadion werd voornamelijk opgetrokken uit beton en steen. Om het veld werd een atletiekbaan aangelegd. Dit was volgens de normen van het Nederlands Olympisch Comité, die inhielden dat in de Nederlandse stadions zo veel mogelijk sporten moesten worden gecombineerd. Ook andere stadions die in deze periode werden gebouwd, zoals Gemeentelijk Sportpark Kaalheide in Kerkrade, Stadion De Vliert in 's-Hertogenbosch en het Gemeentelijk Sportpark in Tilburg, hadden een atletiekbaan om het veld. Van deze stadions is, hoewel niet meer gebruikt als voetbalstadion maar als trainingscomplex, Kaalheide nog overeind.
Op het moment dat de bouw aanving, was niet bekend welke voetbalclub in het stadion zou gaan spelen. Zowel Rigtersbleek, de Enschedese Boys als Sportclub Enschede hadden interesse. De Enschedese Boys was in 1950 oostelijk kampioen geworden en leek aanvankelijk het meeste aanspraak te kunnen maken op de accommodatie. De gemeente drong aan op een fusie, maar de drie verenigingen wilden hier niets van weten.
Tijdens de bouw veranderde er echter het nodige in het Nederlands voetbal. In 1954 werd het betaald voetbal ingevoerd. Tevens werd Enschedese Boys in sportief opzicht voorbijgestreefd door plaatsgenoot Sportclub Enschede. Deze ploeg werd in seizoen 1955/56 derde in de Hoofdklasse B, terwijl Rigtersbleek onderin Hoofdklasse A eindigde en Enschedese Boys in de Eerste klasse nauwelijks het hoofd boven water kon houden. De KNVB stond toentertijd niet toe dat meerdere profclubs één sportterrein deelden. Omdat de sportieve en commerciële verwachtingen voor Sportclub Enschede het grootst waren, werd uiteindelijk vastgelegd dat deze ploeg, die op dat moment haar wedstrijden in het Van Heekpark speelde, de vaste bespeler van stadion Het Diekman zou gaan worden.
Op 8 augustus 1956 werd Stadion Het Diekman geopend met een wedstrijd voor 22.000 toeschouwers tussen Sportclub Enschede en Preußen Münster uit Duitsland. Abe Lenstra maakte het eerste doelpunt uit een strafschop in de met 3–0 gewonnen wedstrijd.
In 1965 fuseerden Sportclub Enschede en de Enschedese Boys tot FC Twente. Dit was vanaf 12 augustus de bespeler van Het Diekman. Op die dag speelde de fusieclub voor 15.000 toeschouwers een vriendschappelijke wedstrijd tegen Aston Villa. De uitslag was 2–2, met Twentse doelpunten van Spitz Kohn en Egbert ter Mors.
Op 3 november 1968 werd voor 26.500 toeschouwers de wedstrijd tegen Ajax door FC Twente met 5–1 gewonnen. Dit was het recordaantal toeschouwers in Het Diekman. Op 22 april 1998 werd de laatste wedstrijd in het stadion gespeeld. Voor 10.000 toeschouwers werd er met 3–1 gewonnen van sc Heerenveen. Martijn Abbenhues maakte de laatste treffer van de wedstrijd en dus ook het laatste doelpunt in Het Diekman. FC Twente verhuisde hierna naar het nieuwgebouwde Arke Stadion (tegenwoordig De Grolsch Veste geheten).
Het laatste evenement in het stadion was de dertigste Marathon van Enschede op 7 juni 1998, deze werd gewonnen door Ahmed Salah. Stadion Het Diekman werd hierna gesloopt en er bevinden zich tegenwoordig complexen op het terrein van SC Enschede, De Tubanters en Zuid Eschmarke.

## Faciliteiten
Bij opening had Stadion Het Diekman een totale capaciteit van 22.000 toeschouwers, waarvan 5.500 zitplaatsen. Er was één overdekte tribune, de eretribune, waaronder zich de kleedkamers en clubkantoren bevonden. Achter deze tribune was een restaurant. Het stadion had een voor die tijd moderne lichtinstallatie met vier masten van ieder 45 meter hoog. In de jaren na de opening werd de capaciteit met ongeveer 3.000 toeschouwers uitgebreid door extra plaatsen te creëren tussen de tribunes en de sintelbaan en door stellages achter de buitenste omloop van het stadion. Op 3 november 1968 werd in een wedstrijd tegen Ajax een recordaantal bezoekers van 26.500 gehaald, wat mogelijk was door de bouw van tijdelijke tribunes.
In 1969 werden de Marathontribune en de vakken aan weerskanten van de eretribune overkapt, waardoor alleen de korte zijdes van Het Diekman nog onoverdekt waren. Door verscherpte UEFA- en KNVB-voorschriften en na het ombouwen van staanplaatsen tot zitplaatsen werd de capaciteit in de jaren 80 en 90 teruggebracht tot eerst 18.000 toeschouwers en later 13.500. Deze verlaging was mede het gevolg van het plaatsen van een opengewerkte Romneyloods, die dienstdeed als zittribune, op de sintelbaan achter een van de doelen. Deze tribune werd neergezet voor een aantal vakken met staanplaatsen die wegens de verscherpte voorschriften niet meer konden worden gebruikt.

## Afscheidslied
"Afscheidslied Stadion Het Diekman"

Couplet

Als je grasmat praten kon

Van jouw oude stadion

Werd dat een verhaal apart

Vertelt uit het diepst van je hart

Armstrong met z'n gouden muziek

Pelé, een lust voor het publiek

Atletiek en marathon

Alles in jouw stadion

Refrein

Vaarwel stadion Diekman

Vaarwel groot stuk beton

Daar waar in 't verleden

Al dat moois ooit begon

Wij gaan je verlaten

Met een lach en een traan

In onze gedachten

Blijf je altijd bestaan

Refrein 2 (2x)

Twente is onze glorie

Twente is onze club

Strijdend voor de victorie

Strijdend voor elke cup

't Diekman gaan we verlaten

Met een lach en een traan

In onze gedachten

Blijft 't altijd bestaan

In onze gedachten

Blijft 't altijd bestaan